# Lavans-lès-Saint-Claude
Lavans-lès-Saint-Claude è un comune francese di 1 985 abitanti situato nel dipartimento del Giura nella regione della Borgogna-Franca Contea.

## Società

### Evoluzione demografica
Abitanti censiti